# بطولة ويمبلدون 1983
هنا قائمة ببطولات ويمبلدون لسنة 1983:

## الكبار

### فردي رجال
جون ماكإنرو هزم  كريس لويس 6-2 6-2 6-2

### فردي سيدات
مارتينا نافراتيلوفا هزم  أندريه جايغير, 6-0, 6-3

### زوجي رجال
بيتر فليمنغ و جون ماكإنرو هزم  تيم غاوليكسن و توم غاوليكسن, 6-4, 6-3, 6-4

### زوجي سيدات
مارتينا نافراتيلوفا و بام شرايفر هزم  روزي كاسالس و ويندي تورنبل, 6-2, 6-2

### زوجي مختلط
جون للويد و ويندي تورنبل هزم  ستيف دينتون و بيلي جين كينغ, 6-7(5-7), 7-6(7-5), 7-5

## الشباب

### فردي أولاد
ستيفان إدبرغ هزم  جون فراولي, 6-3, 7-6(7-5)

### فردي بنات
باسكال باراديس هزم  باتريسيا هي, 6-2, 6-1

### زوجي أولاد
مارك كراتزمان و سيمون يول هزم  ميهينا إيون ناستاسي و أولي رهناستو, 6-4, 6-4

### زوجي بنات
باتي فينديك و باتريسيا هي هزم  كارين أندرهولم و هيلينا أولسن, 6-1, 7-5

## ملاحظة
1. ↑  في 1988, فاز إدبرغ بأول لقب في فردي الرجال.